# أحمد شحلان
أحمد شحلان (مواليد 1944 بمدينة مراكش)، هو مؤرخ مغربي مختص في مقارنة الأديان وأستاذ اللغة العبرية والدراسات الشرقية.  أستاذ  زائر  بالمدرسة التطبيقية للدراسات العليا « E.P.H.E   « جامعة السربون بباريس سنة 2004.

## من مؤلفاته
- قضايا.. من أصول موسى إلى البابا بنديكت السادس عشر.
- المدخل إلى اللغة العبرية.
- ألف عام من حياة اليهود بالمغرب.
- ابن رشد والفكر العبري: فعل الثقافة العربية الإسلامية في الفكر العبري الوسيط .
- يهود الأندلس والمغرب.
- لغات الرسل وأصول الرسالات.
- التوراة والشرعية الفلسطينية.
- التراث العبري اليهودي في الغرب الإسلامي ( التسامح الحق ).
- مجمع البحرين : من الفينيقية إلى العربية، دراسة مقارنة في المعجم واللغات القديمة.
- يهود المغرب من منبت الأصول إلى رياح الفرقة.
- الهداية إلى فرائض القلوب.
- ترجمة شرح كتاب أرسطو، أخلاق نيقوماخيا لابن رشد، من العبرية إلى العربية.
- المحاضرة والمذاكرة لموسى بن عزراء.
- الضروري في السياسة (مختصر سياسة أفلاطون لابن رشد).
- كتابات شرقية في الأخلاق والتصوف والأديان.
- اليهود المغاربة من منبت الأصول إلى رياح الفرقة.
- حضارة الشرق القديم بين علم الآثار وحفريات الإبداع.
- الوحدة والتنوع في اللهجات العروبية القديمة.
- آداب الشرق القديم وتلاقح الحضارات.
- تراث الشرق القديم: المواقع والنقوش والكتابات وسائط للتواصل المعرفي والحضاري.

## الجوائز
- حاز على جائزة المغرب للكتاب سنة 2000.
- وشح بوسام الاستحقاق الوطني من الدرجة الممتازة سنة 1990.

## وصلات خارجية
- حوار مع المؤرخ المختص في الأديان المقارنة د.أحمد شحلان (جريدة الصباح التونسية).
- أحمد شحلان في محراب الرشدية